# Cardioidea
Cardioidea — надродина морських двостулкових молюсків ряду Cardiida. Включає сучасну родину Cardiidae та вимерлих Pterocardiidae.

## Поширення
Надродина поширена по всьому світу. Більшість видів живуть неглибоко в піщаних або мулистих ґрунтах на мілководді. Нечисленні види родів Corculum і Tridacna мають ендосимбіотичні динофлагеляти.

## Систематика
- Родина: Cardiidae Lamarck, 1809[2]
  - Підродина Cardiinae Lamarck, 1809
  - Підродина Clinocardiinae Kafanov, 1975
  - Підродина Fraginae Stewart, 1930
  - Підродина Laevicardiinae Keen, 1951
  - Підродина †Lahilliinae Finlay & Marwick, 1937†
  - Підродина Lymnocardiinae Stoliczka, 1870
  - Підродина Orthocardiinae J. A. Schneider, 2002
  - Підродина †Protocardiinae Bronn, 1849†
  - Підродина Trachycardiinae Stewart, 1930
  - Підродина Tridacninae Lamarck, 1819
- Родина: †Pterocardiidae Scarlato & Starobogatov, 1979
  - Рід†Pterocardia Bayan, 1874[3]
    - Вид †Pterocardia alata Rollier, 1912
    - Вид †Pterocardia brouzetense Cossmann, 1907
    - Вид †Pterocardia cochleata (Quenstedt, 1852)
    - Вид †Pterocardia corallina (Leymerie, 1845)
    - Вид †Pterocardia couloni Rollier, 1912
    - Вид †Pterocardia subminuta (d'Orbigny, 1850)
    - Вид †Pterocardia valfinense Rollier, 1912
    - Вид †Pterocardia wimmisense Rollier, 1912